# Хендерикс, Вим
Вим Хендерикс (нидерл. Wim Henderickx, 17 марта 1962, Лир, Антверпен — 18 декабря 2022, Антверпен, Фламандский регион) — бельгийский композитор. Сотрудничал с музыкальным театром «Transparant» и Антверпенским симфоническим оркестром, писал оперы и другие произведения для театра. Преподавал композицию и теорию музыки в Королевской консерватории Антверпена и Амстердамской консерватории.

## Биография
Вим Хендерикс учился в IRCAM в Париже и в Королевской консерватории в Гааге, а также на Дармштадтских международных летних курсах новой музыки.
Вим Хендерикс был удостоен престижных международных премий, в том числе «Jeugd — en Muziekprijs Flanders» (Бельгия) и «International Composite Price for Contemporary Music» в Квебеке (Канада). В 2002 году стал лауреатом премии Королевской фламандской академии (Бельгия), в 2006 году был номинирован на премию Фламандской культуры.
Он сочинял камерную музыку, оркестровую музыку и оперы, все из которых были опубликованы CeBeDeM в Брюсселе. Его стиль характеризуется влиянием этнической музыки незападных культур, при этом особое место в его творчестве занимают влияния индийской классической музыки и восточной философии.
Компакт-диск с его Тремя рагами, записанные с Королевским фламандским филармоническим оркестром под управлением Гранта Ллевеллина, был выпущен в 1999 году. Его опера «Триумф духа над материей» (2000) была заказана театром «Transparant», а премьера состоялась в Брюссельской опере «Ла Монне». Премьера его оперы 2003 года «Ахиллес» состоялась во Фламандской опере, она была переведена на датский язык и несколько раз исполнялась в Копенгагене в 2006 году.
В 2006 году Вим Хендерикс осуществил две постановки для музыкального театра: Een Totale Entführung (в сотрудничестве с Рэмси Насром) и Olek Shoot eenbeer (в сотрудничестве с Бартом Мойяртом). Обе постановки с успехом гастролировали в Бельгии и Нидерландах. В 2007 году Вим Хендерикс написал канцону для голоса и фортепиано для полуфинала конкурса Reine Elisabeth в Брюсселе.
После путешествия по Индии и Непалу Вим Хендерикс начал работу над своим Тантрическим циклом, серией композиций, вдохновленных Востоком. «Семь чакр» (2004 г.) для струнного квартета, «Нада Брахма» (2005 г.) для сопрано, ансамбля и электронных инструментов и «Мечта Майи» (2005 г.) для гобоя и ансамбля составляют первые три части цикла. Четвертая часть, его опера Void/Sunyata (2007) для 5 певцов, ансамбля и электронных инструментов, была заказана Muziektheater Transparant и была исполнена в Антверпене (Бельгия), Цюрихе (Швейцария) и Ставангере (Норвегия). В 2009 году эта опера также была исполнена в Брюгге (Бельгия), Зволле и Роттердаме (Нидерланды), каждый раз дирижировал сам Вим Хендерикс. Пятая часть цикла «Исчезающие в свете» (2008) написана для меццо-сопрано, альта, альтовой флейты и ударных. Шестая часть — его оркестровая работа Tejas (Как выглядит звук вселенной?), премьера которой состоялась в Антверпене и Брюгге в исполнении Королевского фламандского филармонического оркестра под управлением Яапа ван Зведена.
Его композиция 2003 года Confrontations для западной и африканской перкуссии снова была исполнена в 2009 году в Мехелене (Бельгия). Диск «In Deep Silence — Modern Guitar Music» (2007) содержит два произведения Вима Хендерикса для гитары.
С 1996 года Хендерикс был композитором-резидентом Muziektheater Transparant в Антверпене. В течение многих лет он был литавристом в Nieuw Belgisch Kamerorkest, которая позже стала Бетховенской Академией Яна Кайерса. Этот оркестр поручил Хендериксу сочинить Le Visioni di Paura (1990). Затем последовали оркестровые произведения, например. для Брюссельского филармонического оркестра, Национального оркестра Бельгии, Католического университета Левена и Королевского фламандского филармонического оркестра (deFilharmonie).
С августа 2013 года Хендерикс был резидентом Королевского фламандского филармонического оркестра (deFilharmonie), позже известного как Симфонический оркестр Антверпена. В марте 2016 года вышел новый двойной CD с этим оркестром. Композиции Хендерикса издаются Norsk Musikforlag в Осло.
Премьера его работы Blossomings для хора, трубы и электронных инструментов состоялась в Лондоне в 2016 году с участием BBC Singers и Марко Блау. В 2018 году состоялась премьера его концерта для виолончели «Сангита» с Антверпенским симфоническим оркестром и солистом Жаном-Гиэном Кейрасом. Премьера оркестрового произведения Enigma VII состоялась на BBC Proms в 2019 году под управлением Мартина Браббинса. В 2022 году в Антверпене состоялась премьера его оперы «Обращение» под названием «De bekeerlinge».
Был профессором композиции и музыкального анализа в Королевской консерватории Антверпена (Бельгия) и Амстердамской консерватории (Нидерланды). 
Вим Хендерикс скоропостижно скончался у себя дома в декабре 2022 года в возрасте 60 лет.